# Rudolf Barbarino
Rudolf Barbarino (* 19. März 1920 in Kattowitz; † 28. Juni 2022 in Berlin) war ein deutscher Journalist. Er war Leiter des Verlags Junge Welt und Direktor des Berliner Verlages.

## Leben
Nach dem Besuch der Volksschule und des Realgymnasiums schloss Rudolf Barbarino 1938 eine Ausbildung zum Bankkaufmann ab, wurde Mitglied der Hitlerjugend (HJ) und zum Reichsarbeitsdienst eingezogen. Von 1939 bis 1941 kämpfte Barbarino in der deutschen Wehrmacht im Zweiten Weltkrieg und erreichte den Rang eines Leutnants. Nach Einsätzen in Polen, Frankreich und der UdSSR wurde er 1941 schwer verwundet und geriet in sowjetische Kriegsgefangenschaft. Bis 1948 war er in verschiedenen Lagern interniert, zuletzt im Lager 7150 in Grjasowez im Wolgagebiet. Barbarino wurde Antifa-Schüler und war Teilnehmer der Gründungsversammlung des Nationalkomitees Freies Deutschland (NKFD) in Krasnogorsk bei Moskau, anschließend wurde er Frontbeauftragter des NKFD in der 33. und 5. Armee der Zweiten Weißrussischen Front. Nach Kriegsende war er in verschiedenen Kriegsgefangenenlagern in der sogenannten politischen Aufklärungsarbeit tätig.
Im März 1948 kam Barbarino frei, kehrte nach Deutschland zurück und trat im April in die SED ein. Bis Juni 1948 war er Mitarbeiter der Garantie- und Kreditbank in Berlin und wurde dann wissenschaftlicher Mitarbeiter, Dolmetscher, Redakteur und Leiter der Abteilung für Arbeit und Kader im Berliner Verlag. Außerdem wurde er Mitglied der Arbeitsgemeinschaft ehemaliger Offiziere (AeO). 1959 wechselte Barbarino zum Druckerei- und Verlagskontor in Ost-Berlin und wurde 1961 als Nachfolger von Fritz Höhn Leiter des FDJ-Verlags Junge Welt und blieb dies bis 1965.
1965 wurde Barbarino stellvertretender Generaldirektor für Verlagswesen in der Zentralen Druckerei-, Einkaufs- und Revisionsgesellschaft der SED (ZENTRAG). Ab April 1967 war Barbarino kommissarischer Direktor und ab November 1967 als Nachfolger von Hermann Leupold Direktor des Berliner Verlages und blieb dies bis zu seiner Verrentung 1983. Von 1961 bis 1983 war Barbarino zusätzlich Mitglied des Zentralvorstandes des Verbandes der Journalisten der DDR.
Rudolf Barbarino war verheiratet und Vater von zwei Töchtern. Er starb im Alter von 102 Jahren.

## Ehrungen
- 1975 Vaterländischer Verdienstorden in Silber[3]
- 1982 Banner der Arbeit Stufe I[4]
- 1985 Medaille „40. Jahrestag des Sieges im Großen Vaterländischen Krieg 1941–1945“[5]